# Syzygium sulitii
Syzygium sulitii är en myrtenväxtart som beskrevs av Elmer Drew Merrill. Syzygium sulitii ingår i släktet Syzygium och familjen myrtenväxter. Inga underarter finns listade i Catalogue of Life.